# Ivica Dragutinović
Ivica Dragutinović (serbisch-kyrillisch Ивица Драгутиновић; * 13. November 1975 in Prijepolje, SFR Jugoslawien), spielte auch als Drago, ist ein ehemaliger serbischer Fußballspieler. Sowohl im Klub FC Sevilla, als auch bei der serbischen Nationalmannschaft spielte er bevorzugt auf den Positionen des zentralen und linken Abwehrspielers.

## Karriere

### Im Verein
Dragutinović begann seine Profikarriere 1993 bei Borac Čačak und wechselte 1996 in die belgische Erste Division zum KAA Gent. Dort wurde er bei 84 Pflichtspielen eingesetzt, bis er im Sommer 2000 nach Ablauf seines Vertrags ablösefrei an den Ligakonkurrenten Standard Lüttich transferiert wurde. In den Jahren 2004 und 2005 wurde er Kapitän der Mannschaft. Im Sommer 2005 verließ er Belgien und spielte seitdem beim FC Sevilla in der spanischen Primera División.
Nach der Saison 2010/11, in der er nur einen Einsatz verbuchen konnte, trennte sich Dragutinović vom FC Sevilla. Am 1. Juli 2011 beendete Dragutinović seine Karriere als aktiver Spieler.

### In der Nationalmannschaft
In der Fußballnationalmannschaft von Serbien bzw. der früheren Fußballnationalmannschaft von Serbien-Montenegro war er regelmäßig als Stammspieler gesetzt. Englische Medien titulierten ihn, neben Mladen Krstajić, Goran Gavrančić und Nemanja Vidić, durch nur einen Gegentreffer in den Qualifikationsspielen zur Fußballweltmeisterschaft 2006 in Deutschland als Famous Four Defensive, die als stärksten Abwehrkette der Welt galt. Bei der Fußball-Weltmeisterschaft 2006 absolvierte er gegen die Niederlande ein Spiel.

## Erfolge
- UEFA-Pokal: 2005/06, 2006/07
- UEFA Super Cup: 2006
- Copa del Rey: 2006/07
- Spanischer Supercup: 2007